# Acalypha pallescens
Acalypha pallescens är en törelväxtart som beskrevs av Ignatz Urban. Acalypha pallescens ingår i släktet akalyfor, och familjen törelväxter. Inga underarter finns listade i Catalogue of Life.